# Golpe
Der Golpe (spanisch für „Schlag“ oder „Klopfen“; italienisch colpo, in der Akkordgriffnotation um 1600 als Anweisung für das Überstreichen der Gitarrensaiten mit den Fingern der Anschlagshand gebraucht) bezeichnet im Flamenco sowohl das Aufschlagen der Schuh-Absätze beim Flamencotanz, wie als Schlag auf die Gitarre eine perkussive Spieltechnik der Flamencogitarre.
Der Golpe kann auf Flamencogitarre auf unterschiedliche Arten ausgeführt werden. Bei dieser Technik wird meist mit dem Ringfinger, aber auch mit dem Mittelfinger, dem Daumen oder der Handfläche auf den traditionell durch einen Golpeador geschützten Bereich der Gitarrendecke geschlagen. Mit dieser Technik können Akzente gesetzt oder verstärkt werden.
Es gibt das Aufschlagen mit einem Finger, meist des Ringfinger unterhalb, bzw. des Daumen oberhalb des Schalllochs, wobei Fingernagel und  Fingerkuppe der Anschlagshand möglichst gleichzeitig die Gitarrendecke treffen sollten, um einen kräftigen Klang zu erzeugen. Ein besonders lauter Golpe entsteht, indem man mit dem Mittelfinger oberhalb des Schalllochs gleichzeitig auf die Gitarrendecke und die Saiten schlägt.
Mit dem Golpe klanglich verwandt sind die Tambora-Technik (das Aufklopfen des Daumens am Gitarrensteg) und das für den Rhythmus der Rumba catalana charakteristische Aufschlagen der Handfläche auf die Gitarrensaiten, wodurch diese für die Dauer des Aufschlags gedämpft werden. Klanglich und optisch besonders spektakulär ist hierbei ein kontinuierlicher Wechsel zwischen Tambora am Steg und Aufschlag der Hand auf dem Ende des Griffbretts.